# Det Udenrigspolitiske Nævn
Det Udenrigspolitiske Nævn är ett av Folketingets utskott i Danmark. Dess uppgifter skiljer sig från 
utrikesutskottet i att Det Udenrigspolitiske Nævn ska rådge regeringen i viktiga utrikespolitiska frågor medan utrikesutskottet fokuserar på lagstiftning och har en mer granskande funktion. Dess uppgift är reglerad i grundlagen. Motsvarande uppdelning förekommer även i andra länder. I Sverige finns till exempel både Utrikesnämnden och Utrikesutskottet med en liknande uppdelning.

## Ordinarie medlemmar (2025)[2]
- Flemming Møller Mortensen (Socialdemokratiet)
- Astrid Krag (Socialdemokratiet)
- Simon Kollerup (Socialdemokratiet)
- Mogens Jensen (Socialdemokratiet)
- Christian Friis Bach (Venstre)
- Henrik Frandsen (Moderaterne)
- Aki-Matilda Høegh-Dam (Naleraq)
- Aaja Chemnitz (Inuit Ataqatigiit)
- Anna Falkenberg (Sambandsflokkurin)
- Inger Støjberg (Danmarksdemokraterne)
- Peter Skaarup (Danmarksdemokraterne)
- Lars-Christian Brask (Liberal Alliance)
- Carsten Bach (Liberal Alliance)
- Helle Bonnesen (Det Konservative Folkeparti)
- Pia Olsen Dyhr (Socialistisk Folkeparti)
- Karsten Hønge (Socialistisk Folkeparti)
- Trine Pertou Mach (Enhedslisten)